# 4e cérémonie des Gérard du cinéma
 (juin 2014).
La 4e cérémonie des Gérard du cinéma, une parodie qui récompense chaque année les pires réalisations du cinéma français, s'est déroulée le 12 mai 2009, au cinéma du Club Marbeuf (Paris) et a été rediffusée en direct sur Paris Première.
Lors de la cérémonie, le réalisateur David Charhon est venu récupérer son parpaing pour le « Gérard du plus mauvais film » attribué à Cyprien.

## Palmarès

### Gérard du réalisateur ou de l'acteur qui parle de son film comme si c'était le dernierFellinialors que même toi tu fais mieux avec ton Nokia et trois copains bourrés
- Francis Huster pour Un homme et son chien
  - Antoine de Caunes pour Coluche, l'histoire d'un mec
  - Agnès Jaoui pour Parlez-moi de la pluie
  - Michel Houellebecq pour La Possibilité d'une île
  - Élie Semoun pour Cyprien
  - Olivier Marchal pour MR 73

### Gérard de l'erreur de casting
- Richard Berry reprenant le rôle de Lino Ventura dans L'Emmerdeur
  - Romain Duris en danseur de revue dans Paris
  - Valérie Lemercier en bombe sexuelle noire dans Agathe Cléry
  - Élie Semoun en beau gosse dans Cyprien
  - Jean-Paul Rouve en Spaggiari dans Sans arme, ni haine, ni violence

### Gérard du titreMax Pécas
- Les Randonneurs à Saint-Tropez de Philippe Harel
  - Amour, Sexe et Mobylette de Maria Silvia Bazzoli et Christian Lelong
  - Les vieux sont nerveux de Thierry Boscheron
  - Les brebis font de la résistance de Catherine Pozzo di Borgo
  - Max & Co de Frédéric et Samuel Guillaume

### Gérard de la feignasse tellement décontractée du gland qu'elle recycle un de ses vieux sketchs en film d'une heure et demie
- Gad Elmaleh pour Coco
  - Élie Semoun pour Cyprien
  - Bruno Solo pour Le Séminaire (Caméra Café 2)
  - Franck Dubosc pour Disco

### Gérard du réalisateur qui fait toujours le même film, mais en un peu moins bien à chaque fois
- Agnès Jaoui pour Parlez-moi de la pluie, un peu moins bien que Comme une image, un peu moins bien que Le Goût des autres
  - Étienne Chatiliez pour Agathe Cléry, un peu moins bien que La confiance règne, un peu moins bien que Tanguy
  - Francis Veber pour L'Emmerdeur, un peu moins bien que Le Placard, un peu moins bien que Le Dîner de cons
  - Cédric Klapisch pour Paris, un peu moins bien que L'Auberge espagnole, un peu moins bien que Chacun cherche son chat
  - Fabien Onteniente pour Disco, aussi naze que Camping, aussi naze que 3 zéros

### Gérard du film qui a un nom de vieille
- Séraphine
  - Agathe Cléry
  - Yvette Bon Dieu !
  - Andalucia
  - Louise-Michel

### Gérard de l'acteur qu'on engageait au départ parce qu'il était moche et que c'était rigolo, mais dont on a fini par faire un sex-symbol en lui faisant porter un pull à col en V à même la peau et une barbe de trois jours, alors qu'objectivement, il a toujours la même gueule
- Jean-Paul Rouve dans Sans arme, ni haine, ni violence
  - Kad Merad dans Mes stars et moi
  - Dany Boon dans De l'autre côté du lit
  - Clovis Cornillac dans Le Nouveau Protocole
  - Jamel Debbouze dans Parlez-moi de la pluie

### Gérard du film qui voulait sortir en douce pendant l'été mais heureusement, on a l'œil.
- La Fille de Monaco avec Fabrice Luchini et Louise Bourgoin
  - Par suite d'un arrêt de travail... avec Charles Berling et Patrick Timsit
  - Le Voyage aux Pyrénées avec Jean-Pierre Darroussin et Sabine Azéma
  - L'Empreinte de l'ange avec Catherine Frot et Sandrine Bonnaire
  - Versailles avec Aure Atika et Guillaume Depardieu

### Gérard du film pour lequel avant d'y aller t'avais un doute et après, une certitude
- L'Emmerdeur de Francis Veber
  - Mes stars et moi de Lætitia Colombani
  - Faubourg 36 de Christophe Barratier
  - Agathe Cléry d'Étienne Chatiliez
  - Le Séminaire de Charles Nemes
  - Enfin veuve d'Isabelle Mergault

### Gérard de l'actrice pas très douée mais qu'on se mettrait bien sur le zguègue, pas vrai les gars?
- Vahina Giocante dans Secret défense
  - Alice Taglioni dans Ca$h
  - Zoé Félix dans Bienvenue chez les Ch'tis
  - Lætitia Casta dans La Jeune Fille et les Loups
  - Elsa Pataky dans Skate or Die

### Gérard de l'actrice qui bénéficie le mieux des réseaux de son mari
- Arielle Dombasle dans La Possibilité d'une île

### Gérard du désespoir féminin
- Catherine Deneuve dans Cyprien
  - Zoé Félix dans Bienvenue chez les Ch'tis
  - Emmanuelle Béart dans Disco
  - Sophie Marceau dans Les Femmes de l'ombre
  - Vahina Giocante dans Secret défense

### Gérard d'honneur pour l'ensemble de sa carrière
- Antoine de Caunes

### Gérard du désespoir masculin
- Cali dans Magique
  - Élie Semoun dans Cyprien
  - Richard Berry dans L'Emmerdeur
  - Gérard Jugnot dans Faubourg 36
  - Jean Reno dans Ca$h
  - Gérard Depardieu dans Diamant 13

### Gérard du plus mauvais film
- Cyprien de David Charhon
  - Disco de Fabien Onteniente
  - La Possibilité d'une île de Michel Houellebecq
  - Agathe Cléry d'Étienne Chatiliez
  - La Fille de Monaco d'Anne Fontaine
  - Parlez-moi de la pluie d'Agnès Jaoui
  - Faubourg 36 de Christophe Barratier